# 季𬭸盐

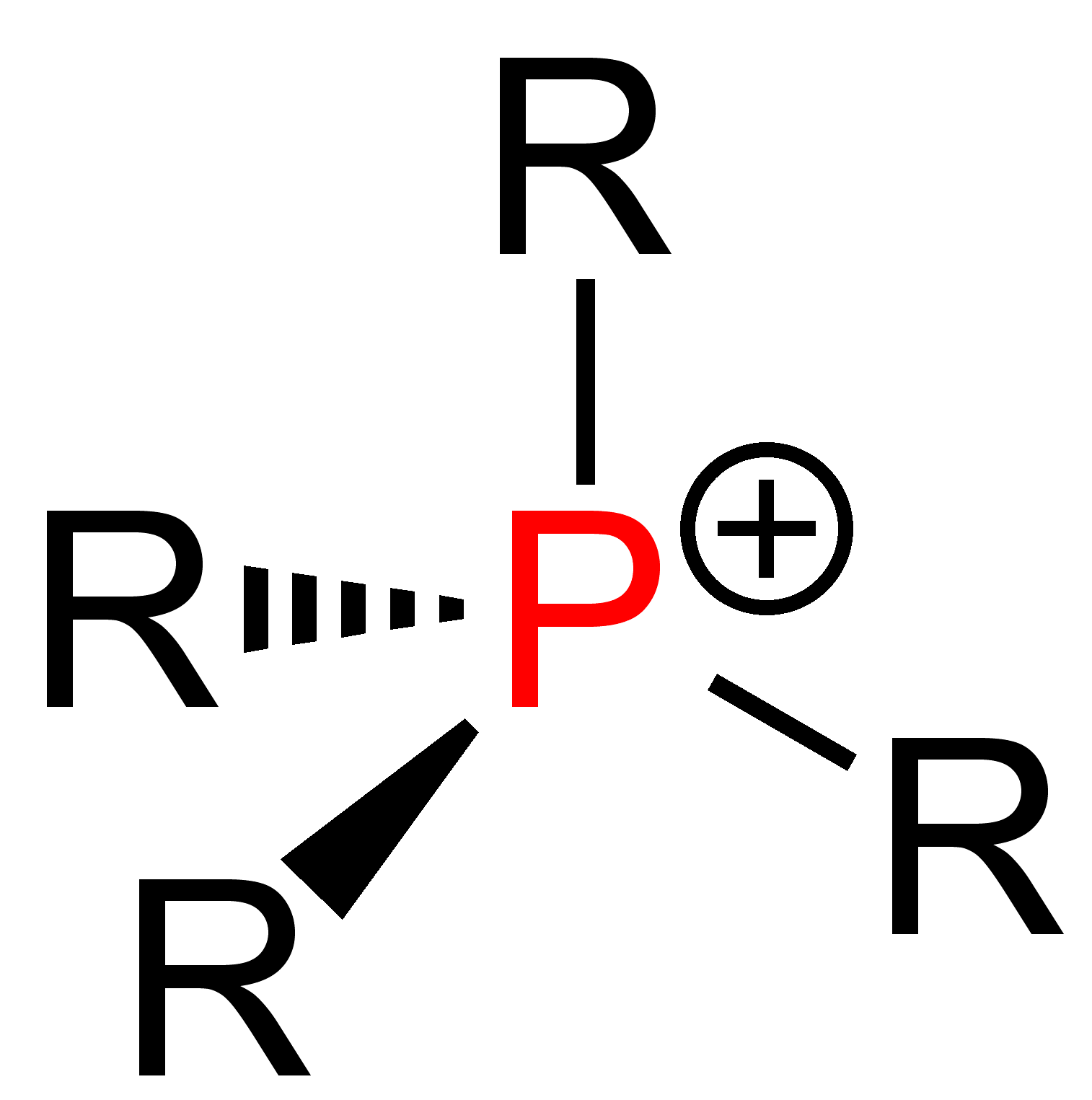
季鏻盐

季鏻鹽是鏻離子的四個氫離子都被烴基取代後形成的季鏻陽離子的鹽，具有通式R4P+X−。通常鏻为一种四级有机衍生物，如：氯化四苯鏻(C6H5)4P+ Cl- 或碘化四甲基鏻[P(CH3)4]+I−。
烷基三苯基鏻盐被广泛的应用于制备维蒂希反应中的维蒂希试剂，该盐可从三苯基膦和卤代烃反应制备：

“图中Ph代表苯基，X代表卤素”
若烷基为甲基或不具位阻的伯烷基（如图），则反应效果很好；而当烷基为仲烷基时，反应效果通常不佳；叔烷基不可制备成叶立德试剂。鏻盐是一种稳定的化合物，通常可在乙醇中重结晶纯化。
若要制备维蒂希试剂（叶立德），可先将鏻盐悬浮于极性非质子溶剂如乙醚或四氢呋喃中，然后加入强碱（如苯基锂或正丁基锂）去质子化制得。
一项研究
阐述了当芳环带有活化基团时，使用苯甲醇为起始原料合成醋酸鏻：

“图中Ac表示乙酰基，酯基被水解为苯酚”
醋酸鏻中的乙酰基不会影响到后续的维蒂希反应。

## 用途與製備
直接含有PH4+離子的鹽十分少見，但這種離子是製備有工業上用途的四羥甲基氯化鏻時所需要的反應中間體：
PH3 + HCl + 4 CH2O → P(CH
2OH)+
4Cl−

有機鏻鹽是實驗室中的常用試劑。具有P-H鍵有機鏻鹽可透過膦的質子化製備：
PR3 + H+ → HPR+
3
許多有機季鏻陽離子（PR+
4）是透過有機膦的烷基化來製備。甲基三苯基碘化鏻，即维蒂希試劑的前體，就是利用將三苯基膦與碘甲烷反應來生成：
PPh3 + CH3I → CH
3PPh+
3I−

而四苯基鏻陽離子（PPh+
4）是一種有用的沉澱劑，其效果與用於相轉移催化的季銨鹽類似。

## 有機鏻鹽

### 用於製備维蒂希試劑
由於烷基三苯基鏻的鹽很容易通過三苯基膦與鹵代烷的反應制得，因此被廣泛用於製備维蒂希反应的维蒂希試劑中：

其中Ph表示苯基、X代表鹵素。
若當中的烷基是甲基或不受阻礙的一級烷基，則反應效率較高，但若是二級或更高的烷基，則反應效果很差，而三級則無法形成鎓内盐。而這種鹽是穩定的化合物，因此可以藉由乙醇進行重结晶來純化。
製備维蒂希試劑（鎓内盐）時，會將鏻鹽懸浮於諸如乙醚或四氢呋喃的溶劑中，並加入強鹼如苯基鋰或正丁基鋰等強鹼。

### 还原反应
鏻盐对温和的氧化剂稳定，但是可以被钠、氢化铝锂等还原剂还原，如：
Ph3PCH2Br+Br− —LiAlH4→ Ph3P + CH3Br + HBr

## 分析化学
由于乙酸鏻盐在乙酸中是强碱，在乙酸汞的存在下，以龙胆紫为指示剂，可以用高氯酸对其滴定，滴定终点为绿色：
R4P+Cl− + Hg(CH3COO)2 → R4P+CH3COO− ←HClO4→ R4P+ClO4− + CH3COOH

## 卤化鏻
膦（R3P）和卤素（X2）反应可制得R3PX2类型的卤化鏻。化合物Ph3PBr2（高熔点固体）可通过三苯基膦和溴反应生成，称为：“溴化溴代三苯基鏻”或“二溴化三苯基鏻”。二溴化物和二氯化物都是商业可售试剂，可用于卤化反应试剂，如用于醇或酚的卤代。
化合物二氯化三苯基鏻Ph3PCl2，被报道在极性溶剂中为离子化合物(PPh3Cl)+Cl−；而在非极性溶剂和固态中，则是具有三角双锥形态的分子。